# Єзуїтський монастир (Київ)
Єзуїтський монастир — монастир і костьол ордену єзуїтів, що існували в Києві, на Подолі в XVII сторіччі. При монастирі недовго діяв навчальний заклад — колегія (колегіум) зі школами граматики, поетики і риторики. Знаходився в південний частині Подолу, на місці Борисоглібської церкви, або поряд з нею, або поряд з Рождественською церквою. Покинутий з початком визвольної війни українського народу (1648 рік), імовірно існував ще у 1651 році або, можливо, до початку XVIII сторіччя.

## Історія
Єзуїти вперше з'явилися у Києві у 1620 році, на запрошення католицького єпископа Богуслава Бокші-Радошевського. К. Іваницький стверджував, що вони одразу збудували свій монастир у місті, але інші дослідники таку точку зору не підтримали. Орден отримав досить негативний прийом від містян і вже у 1623 році був вимушений перебратися у Фастів, де була фактична резиденція київського єпископа. У Фастові єзуїти в 1625 році відкрили свою колегію зі школами граматики, поетики і риторики. 1633 (за іншими джерелами 1637 року) єзуїти повернулися у Київ на запрошення воєводи Януша Тишкевича, який купив будинок для їх розміщення, призначив фундуш на відкриття колегії та пожертвував 30 000 злотих на обладнання місії. Того ж року київським єпископом став єзуїт Олександр Соколовський. До Києва прибуло двоє ченців, яки початково служили у костьолах Домініканського (на Житньому торзі навпроти Флорівського монастиря) та Бернардинського (біля Покровської та Добромикільської церков) монастирів. Свій костьол єзуїти побудували пізніше, але точна дата невідома. У 1645 році для праці у майбутній колегії прибули з Кракова С. Сметка і М. Цеховський.

1646 року Київ відвідав французький військовий інженер на службі польського короля Гійом де Боплан, який залишив згадку про єзуїтський монастир у своєму «Описі України» виданому в Руані 1660 року: 
|   | Католики в цьому місті мають чотири храми: Кафедральний, Домініканський на ринковій площі, Бернардинський під горою і Єзуїтський, зведений недавно між Бернардинським собором і рікою. |
| — | |

У тому ж 1646 році на подвір'ї єзуїтів відбувся триденний диспут між католиками (богослови Станислав Смялкович і Миколай Ціхоцький) та православними (ректор Києво-Могилянської колегії Інокентій Гізель). У вересні наступного, 1647 року, єзуїти відкрили в Києві власну колегію за зразком Фастівської, незважаючи на клопотання митрополита Петра Могили та київського воєводи Адама Киселя на заборону відкривати єзуїтському ордену будь-які навчальні заклади в Києві. Єзуїтська колегія повинна була конкурувати з православною Києво-Могилянською, учні якої переманювались у колегію, але вже в 1648 році, після початку визвольної війни, єзуїти були змушені покинути місто. 25 лютого 1649 року гетьман Богдан Хмельницький видав припис щодо Києва, де зокрема вказувалось: 
|   | римо-католицькі костьоли мають залишатися в цілості, виключаючи церкву єзуїтів, які були причиною всіх заворушень |
| — | |

.
Незважаючи на це повідомлення, багато дослідників (М. Петров, К. Іваницький, Т. Ю. Гирич, О. Немировський, А. Реутов) бачать будівлю єзуїтського костьолу на панорамі Подолу 1651 року, намальованої голландським художником Абрагамом Вестерфельдом. О. Попельницька також бачить єзуїтський костьол і на плані Галларта 1706 року, з цього вона робить висновок, що костьол пережив масштабну пожежу 1651 року, під час якої вигорів майже увесь Поділ.

## Розташування
Києвознавці XIX сторіччя — Є. Болховітінов, І. Фундуклей та М. Закревський, вважали, що костьол єзуїтів розташовувався на місці пізнішої Борисоглібської церкви. Згідно з М. Закревським, остання навіть була збудована на фундаментах колишнього костьолу. С. Климовський подає розташування костьолу суперечливо — з одного боку він пише про його будівництво поблизу Воскресенської церкви (в північний частині Подолу, сучасний Хоривий провулок), з іншого, на схемі забудови Подолу показує костьол в південній частині Подолу, в кварталі навпроти Борисоглібської церкви, ближче до гори. За О. Немировським, костьол і монастир можливо розташовувались на місці садиби по вулиці Сагайдачного 25-27.
За Т. Ю. Гирич єзуїтський костьол розташовувався поруч церкви Різдва, з цим погодилась О. Попельницька. На плані Галларта 1706 року біля церкви Різдва показано споруду з двоскатним дахом і високою баштою, схожу на зображення кафедрального костьолу на тому ж плані. За припущенням О. Попельницької, ймовірно саме на місці колишнього костьолу 1715 року було збудовано подвір'я Переяславського єпископа. Останнє на плані 1774 року показано навпроти церкви Різдва, через вулицю, майже на березі Дніпра.
Щодо розташування єзуїтської колегії, то Є. Болхвітінов, І. Фундуклей та М. Максимович розміщували її під Андріївською горою (або під Уздихальницею — відрогом Андріївської гори), нижче Андріївської церкви, тоді як інші історики (М. Закревський, О. Немировський, С. Климовський) вбачали колегію безпосередньо поряд з костьолом.